# Henry Hunter Bryan
Henry Hunter Bryan (* 23. Februar 1786 im Martin County, North Carolina; † 7. Mai 1835 im Montgomery County, Tennessee) war ein US-amerikanischer Politiker. Zwischen 1819 und 1821 vertrat er den Bundesstaat Tennessee im US-Repräsentantenhaus.

## Werdegang
Henry Bryan war der jüngere Bruder von Joseph Hunter Bryan (1782–1839), der von 1815 bis 1819 den Staat North Carolina im Kongress vertrat. Er besuchte die öffentlichen Schulen seiner Heimat und zog dann nach Tennessee, wo er verschiedene lokale Ämter bekleidete. Politisch wurde er Mitglied der Demokratisch-Republikanischen Partei.
Bei den Kongresswahlen des Jahres 1818 wurde Bryan im zweiten Wahlbezirk von Tennessee in das US-Repräsentantenhaus in Washington, D.C. gewählt, wo er am 4. März 1819 die Nachfolge von Samuel E. Hogg antrat. Im Jahr 1820 wurde er bestätigt. Er trat seine neue Legislaturperiode am 4. März 1821 aber nicht an, weil er vom Kongress nicht mehr zugelassen wurde. Sein Abgeordnetensitz blieb die folgenden zwei Jahre unbesetzt. Nach seinem Ausscheiden aus dem US-Repräsentantenhaus hat Bryan kein weiteres höheres Amt mehr bekleidet.